# Comuna Peremîliv, Huseatîn
Peremîliv (în ucraineană Перемилів) este o comună în raionul Huseatîn, regiunea Ternopil, Ucraina, formată din satele Peremîliv (reședința) și Verhivți.

## Demografie
Componența lingvistică a comunei Peremîliv
     Ucraineană (99,88%)
     Alte limbi (0,12%)
Conform recensământului din 2001, majoritatea populației comunei Peremîliv era vorbitoare de ucraineană (99,88%), existând în minoritate și vorbitori de alte limbi.